# Dean Martin
Dean Martin, pseudonimo di Dino Paul Crocetti (Steubenville, 7 giugno 1917 – Beverly Hills, 25 dicembre 1995), è stato un cantante, attore e comico statunitense di origine italiana. 
Considerato uno degli intrattenitori americani più popolari e duraturi del XX secolo, per via del suo fascino e del suo carisma è stato soprannominato "The King of Cool".
Ricordato sia per la sua carriera televisiva e cinematografica sia per quella musicale, Dean Martin è considerato uno dei più grandi cantanti della storia della musica e viene spesso citato, assieme ad artisti a lui contemporanei come Frank Sinatra e Pat Boone, come uno dei più influenti crooner di sempre.
Nel 1946 raggiunse la celebrità in coppia con il comico Jerry Lewis, con il quale sì esibì in locali e in seguito alla radio, in televisione e al cinema. Dopo la burrascosa conclusione del sodalizio con Lewis, nel 1956 Martin intraprese la carriera da solista come showman e attore. Con il suo stile da cantante crooner, divenne uno degli artisti più popolari di Las Vegas. La sua notorietà aumentò anche per la sua amicizia con i colleghi Frank Sinatra e Sammy Davis Jr., che insieme a molti altri formarono il gruppo di artisti denominato Rat Pack.
Martin portò il suo talento canoro e comico e la sua abilità di intrattenitore disinvolto e rilassato in un varietà televisivo personale, The Dean Martin Show. Dal 1974 al 1984 fu il conduttore del popolare Dean Martin Celebrity Roast, che attirava celebrità, comici e politici.
Martin si esibì in migliaia di spettacoli e concerti, apparve in 51 film e condusse vari programmi televisivi. Per il suo contributo al cinema, alla musica e alla televisione è stato premiato con 3 stelle sulla Hollywood Walk of Fame.
Nella sua vita Martin ha vinto un Golden Globe nel 1966 (come conduttore del The Dean Martin Show), un Grammy Award alla carriera nel 2009 e numerosi altri riconoscimenti
Nel corso della sua carriera ha venduto oltre 50 milioni di copie in tutto il mondo.

## Biografia
(Frase dichiarata durante un suo show.)
Dino Paul Crocetti nacque il 7 giugno 1917 a Steubenville, nell'Ohio, da una famiglia di origine italiana. Il padre, Gaetano Alfonso Crocetti, era un immigrato italiano originario di Montesilvano (città ora in provincia di Pescara, all'epoca in provincia di Teramo), mentre la madre, Angela Barra, era nata e cresciuta negli Stati Uniti da genitori italiani, anch'essi originari dell'Abruzzo.
Per avere più possibilità di affermare la propria carriera, volle adottare un nome che fosse il più possibile American-friendly, scegliendo il nome "Dean" in quanto versione inglese del suo primo nome di battesimo, Dino, ed il cognome "Martin" perché versione anglofonizzata del cognome del tenore e attore italiano Nino Martini. Lasciò la scuola a sedici anni e fece diversi lavori, compreso il pugile e il benzinaio, fino a quando, con il nome d'arte che si era scelto, riuscì a imporsi come cantante nei locali di New York.

### Il sodalizio con Jerry Lewis

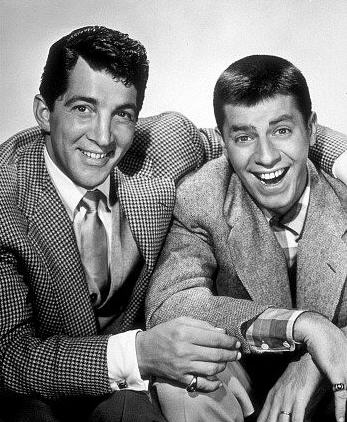
Dean Martin e Jerry Lewis.

Martin incontrò per la prima volta Jerry Lewis al Glass Hat Club di New York, dove entrambi si esibivano. Il 25 luglio 1946 si esibì per la prima volta in coppia con Lewis al "Club 500" di Atlantic City. I due artisti diedero vita a un duo comico di successo, che durò per una decina d'anni. Insieme realizzarono sedici film, da La mia amica Irma (1949) fino a Hollywood o morte! (1956). A causa di crescenti contrasti personali, il sodalizio artistico si ruppe il 24 luglio 1956.
Il debutto del duo non venne però ben accolto, e il proprietario del Club 500, Skinny D'Amato, avvertì Martin e Lewis che, se non fossero stati in grado di mettere in scena un numero migliore, sarebbero stati messi alla porta. Confrontandosi nel vicolo dietro il locale, Lewis e Martin decisero di dividere il loro spettacolo tra canzoni, sketch, dove Lewis avrebbe interpretato la parte comica propriamente detta del "ragazzo dispettoso", e momenti di comicità improvvisata.
La coppia raggiunse il successo e intraprese una serie di fortunate esibizioni in giro per il paese, culminate con uno spettacolo al nightclub "Copacabana" di New York. Il numero consisteva in Lewis che interrompeva e infastidiva Martin mentre questi cercava di cantare, con i due che finivano per rincorrersi sul palco. Il segreto della riuscita dello show, dissero entrambi, risiedeva nel fatto che ignoravano il pubblico interagendo solo tra di loro, cercando di rendere il tutto il più spontaneo possibile.
La coppia debuttò sul piccolo schermo il 20 giugno 1948 nel corso del programma della CBS-TV Toast of the Town (successivamente rinominatosi The Ed Sullivan Show). Nel 1949 ebbe inizio la trasmissione radiofonica intitolata The Martin and Lewis Show, e quello stesso anno i due firmarono un contratto con la Paramount per una serie di film comici scritti appositamente per loro, il primo dei quali fu La mia amica Irma. Nel 1950 fu la volta del varietà televisivo The Colgate Comedy Hour, di cui furono successivamente anche conduttori.
La loro agente, Abby Greshler, negoziò per la coppia uno dei migliori accordi economici della storia di Hollywood: nonostante ricevessero solo $75,000 in due dai profitti dei loro film, Martin e Lewis erano liberi di fare un film all'anno da indipendenti, che avrebbero co-prodotto attraverso la York Productions di loro proprietà. Inoltre detenevano il pieno controllo delle loro apparizioni in club, dischi, radio e televisione, e attraverso di esse guadagnarono milioni di dollari.
Nel libro Dean & Me, Lewis definisce Martin "uno dei più grandi geni comici di tutti i tempi". Ciononostante, gli sprezzanti commenti della critica, e la frustrazione dovuta alla routine delle sceneggiature dei loro film, che il produttore della Paramount Hal B. Wallis voleva tenere il più possibile simili tra loro per sfruttare al massimo il successo della coppia, portarono Martin a non essere più soddisfatto della situazione nella quale la sua carriera si era incanalata; mise sempre meno entusiasmo nel lavoro, il che portò a continui dissidi con Lewis. Martin arrivò a dichiarare che il suo partner "non significava nulla per lui se non il simbolo del dollaro". La coppia si sciolse nel 1956, dopo dieci anni di fruttuoso sodalizio artistico.

### Carriera da solista

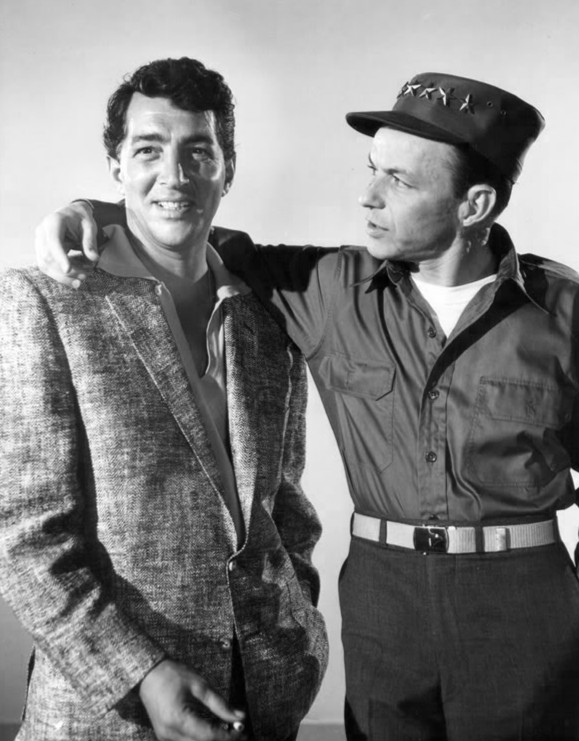
Dean Martin con Frank Sinatra

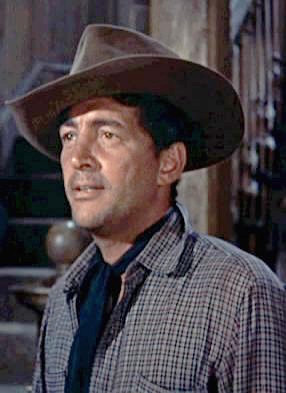
Dean Martin in una scena di Un dollaro d'onore (1959)

Molti pensavano che, senza il partner, la carriera di Martin fosse avviata al declino. Ottenne invece grandi successi anche come solista, sia nella commedia che nel genere drammatico, come quando recitò ne I giovani leoni (1958) di Edward Dmytryk, accanto a Marlon Brando e Montgomery Clift, Qualcuno verrà (1958) di Vincente Minnelli e Il prezzo del successo (1959) di Joseph Anthony. Dimostrò notevoli doti di interprete anche nel complesso ruolo dell'alcolizzato Dude, l'aiuto sceriffo di John Wayne nel western Un dollaro d'onore (1959) di Howard Hawks.
Negli anni cinquanta raggiunse il successo internazionale anche come cantante. Nel 1954 venne pubblicata That's Amore, una delle sue canzoni più amate, scritta dall'amico e collega italo-americano Harry Warren, candidata agli Oscar per la categoria miglior canzone. Il brano è anche una dichiarazione d'affetto per Napoli e per le tradizioni delle sue origini come la pizza, il vino, la cucina e la tarantella. Nel 1956 raggiunse la prima posizione nella classifica statunitense per cinque settimane e nella Official Singles Chart per quattro settimane con il singolo Memories Are Made of This. Incise poi anche alcuni pezzi in italiano, come Innamorata, In Napoli e Simpatico. Nel 1958 Return to Me (Ritorna a Me) arrivò in prima posizione nei Paesi Bassi per 8 settimane, in quarta negli Stati Uniti e in ottava in Norvegia e Volare raggiunse la seconda posizione nel Regno Unito.
Negli anni sessanta fu uno dei componenti fissi del Rat Pack, il gruppo di attori e cantanti capitanato dal suo migliore amico Frank Sinatra. Con il Rat Pack interpretò i film Colpo grosso (1960) di Lewis Milestone, Tre contro tutti (1962) di John Sturges, I 4 di Chicago (1964) di Gordon Douglas. Nelle esibizioni dal vivo del gruppo al Sands di Las Vegas, Martin faceva spesso la parte del gran bevitore, ma in realtà, come rivelò poi il figlio, quello che l'attore beveva in scena non era alcol, bensì succo di mela. Nel 1964 fece coppia con Kim Novak nella commedia Baciami, stupido di Billy Wilder, ove il suo personaggio (il celebre e vanitoso cantante Dino) mostrava caratteri chiaramente autobiografici, con riferimenti anche alle sue radici italiane; sempre in quell’anno riuscì a portare la canzone Everybody Loves Somebody al primo posto della classifica di Billboard, tenendola per otto settimane in classifica e superando il fenomeno di quell’anno, i Beatles.
Durante il decennio apparve in numerose altre commedie come Chi era quella signora? (1960), che gli valse una candidatura come miglior attore ai Golden Globe, Susanna agenzia squillo (1960) di Vincente Minnelli, Come ingannare mio marito (1962) di Daniel Mann, La signora e i suoi mariti (1964) di J. Lee Thompson e Come salvare un matrimonio e rovinare la propria vita (1968) di Fielder Cook, e in film western quali I 4 figli di Katie Elder (1965) di Henry Hathaway, Texas oltre il fiume (1966) di Michael Gordon, Due stelle nella polvere (1967) di Arnold Laven e Bandolero! (1968) di Andrew V. McLaglen. Prese parte ad altri film di genere drammatico, come Ada Dallas (1961) di Daniel Mann, La porta dei sogni (1963) di George Roy Hill ed Airport (1970) di George Seaton.
Tra il 1966 e il 1969 girò una serie di quattro film nella parte dell'agente segreto Matt Helm; dal 1965 al 1974 condusse sulla NBC un proprio show televisivo settimanale, The Dean Martin Show, che nel 1966 gli valse un Golden Globe e lo rese lo showman più pagato al mondo. Nel suo show proponeva la gag del playboy sornione e brillo, dalle spiccate doti canore, circondandosi di ospiti famosi con i quali si cimentava in sketch comici caratterizzati dalla quasi totale improvvisazione; infatti era noto che Martin girava solo una volta le scene e lasciava gli errori comici nel montaggio finale. Negli anni settanta continuò la sua attività nei casinò Riviera, di cui detenne il 10% dal 1969 al 1973, ed MGM Grand, da cui condusse il Dean Martin Celebrity Roast dal 1974 al 1984, e alla fine del decennio fu protagonista di vari speciali natalizi in California, comparve in due episodi della serie televisiva Charlie’s Angels nel 1978.
Nel 1976, a sorpresa, chiamato sul palco da Frank Sinatra, Martin comparve in scena allo spettacolo Telethon dell’ex partner Jerry Lewis. Martin e Lewis si riappacificarono, abbracciandosi di fronte a un pubblico in delirio e mettendo fine a una disputa durata quasi 20 anni. Le sue ultime apparizioni cinematografiche furono nel film La corsa più pazza d'America (1981) e nel suo sequel nel 1984 insieme a Burt Reynolds, Sammy Davis Jr., Dom DeLuise e tanti altri; fu preso in considerazione per il film Re per una notte, nel ruolo di un famoso conduttore, parte che fu poi data alla sua ex spalla Jerry Lewis. Durante gli anni ottanta, oltre ad alcune apparizioni televisive e alle sue solite esibizioni negli USA, fece delle memorabili performance al London Palladium nel 1983 e nel 1987 e al Moulin Rouge di Parigi nel 1984, tornando a esibirsi nel vecchio continente dopo 30 anni. Partecipò attivamente alle due campagne elettorali di Ronald Reagan insieme a Frank Sinatra, con cui si esibì più volte durante i festeggiamenti per il neoeletto presidente.
Nel 1988 fu impegnato in una tournée di concerti con Sinatra e Sammy Davis, suoi compagni e amici del Rat Pack: «La soddisfazione che ho lavorando con questi due scansafatiche è che ci divertiamo più noi del pubblico», disse in proposito Martin, il quale però si ritirò dopo solo cinque spettacoli a causa di un problema ai reni e alla depressione dovuta alla perdita del figlio Dean Paul Martin, morto l’anno prima in un incidente aereo. Le sue due ultime apparizioni televisive furono alla celebrazione dei sessant’anni di carriera di Sammy Davis nel 1989 e l’anno dopo per il settantacinquesimo compleanno di Sinatra. Dopo più di 50 anni di carriera, migliaia di spettacoli ed essere diventato una leggenda dell'intrattenimento, Martin si esibì per l’ultima volta al Bally’s Hotel nel 1991.

## Vita privata
Si sposò tre volte ed ebbe otto figli, di cui uno adottato. Una tragedia familiare lo colpì nel 1987, quando il figlio Dean Paul, allora trentacinquenne pilota militare, morì in un incidente aereo mentre era ai comandi di un caccia F-4 Phantom. Il grave lutto fu un duro colpo per la sua già debole salute.

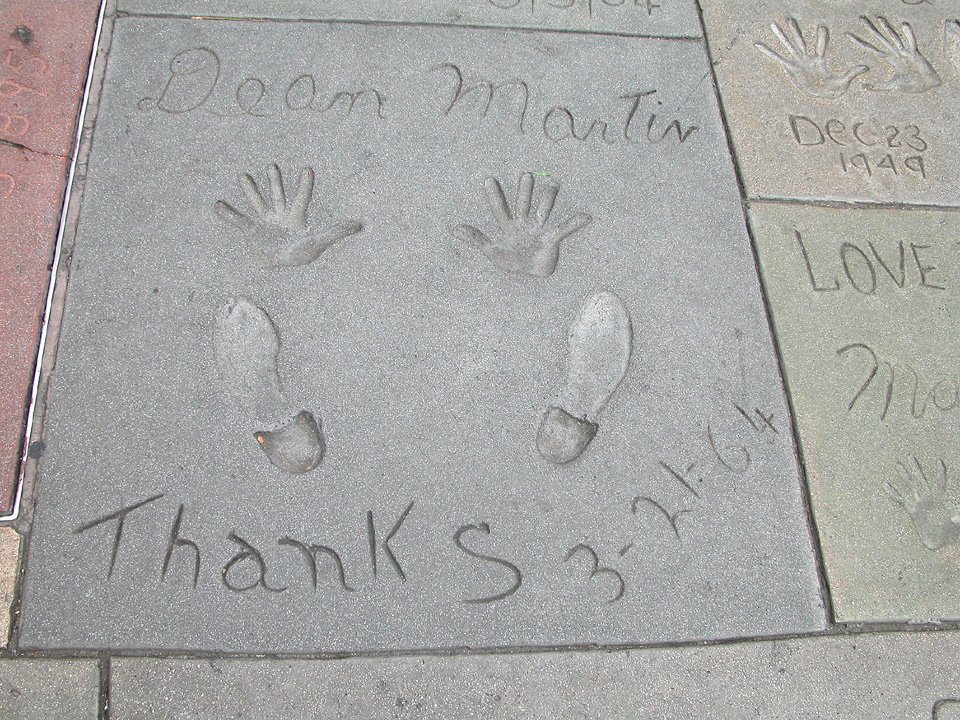
Le impronte di Dean Martin sul piazzale del Grauman's Chinese Theatre, Los Angeles (California)

Nel 1993 gli fu diagnosticato un cancro ai polmoni e, pur avendo la possibilità di effettuare un intervento, decise di non proseguire le cure. Morì a Beverly Hills per enfisema il giorno di Natale del 1995, all'età di 78 anni, dopo anni di declino fisico e mentale; due settimane prima Frank Sinatra non l'aveva invitato alla festa per i suoi 80 anni, volendo evitare di vedere il fraterno amico ridotto a un vegetale.
Fu sepolto nel cimitero di Westwood in California. L'epitaffio sulla sua tomba è «Everybody Loves Somebody Sometime» ("Tutti amano qualcuno prima o poi"), il titolo di una delle sue canzoni più famose, nonché unica canzone che riuscì a togliere i Beatles nel 1964 dalla vetta delle classifiche di vendita Billboard Hot 100, nel periodo in cui le dominavano.
Il comune di origine, Montesilvano, gli ha dedicato una piazza e un pala-congressi denominato Pala Dean Martin.

## Discografia

### Album in studio
- Dean Martin Sings (1953)
- Swingin' Down Yonder (1955)
- Pretty Baby (1957)
- Sleep Warm (1959)
- A Winter Romance (1959)
- This Time I'm Swingin'! (1960)
- Dino: Italian Love Songs (1962)
- French Style (1962)
- Cha Cha de Amor (1962)
- Dino Latino (1962)
- Dean "Tex" Martin: Country Style (1963)
- Dean "Tex" Martin Rides Again (1963)
- Reprise Musical Repertory Theatre (1963)
- Robin and the 7 Hoods (1964)
- Dream with Dean (1964)
- The Door Is Still Open to My Heart (1964)
- Dean Martin Hits Again (1965)
- (Remember Me) I'm the One Who Loves You (1965)
- Houston (1965)
- Somewhere There's a Someone (1966)
- Dean Martin Sings Songs from "The Silencers" (1966)
- The Hit Sound of Dean Martin (1966)
- The Dean Martin Christmas Album (1966)
- The Dean Martin TV Show (1966)
- Happiness Is Dean Martin (1967)
- Welcome to My World (1967)
- Gentle on My Mind (1968)
- I Take a Lot of Pride in What I Am (1969)
- My Woman My Woman My Wife (1970)
- For the Good Times (1971)
- Dino (1972)
- Sittin' on Top of the World (1973)
- You're the Best Thing That Ever Happened to Me (1973)
- Once in a While (1978)
- The Nashville Sessions (1983)

## Filmografia

### Cinema
- La mia amica Irma (My Friend Irma), regia di George Marshall (1949)
- Irma va a Hollywood (My Friend Irma Goes West), regia di Hal Walker (1950)
- Il sergente di legno (At War with the Army), regia di Hal Walker (1950)
- Quel fenomeno di mio figlio (That's My Boy), regia di Hal Walker (1951)
- Attente ai marinai! (Sailor Beware), regia di Hal Walker (1952)
- Il caporale Sam (Jumping Jacks), regia di Norman Taurog (1952)
- La principessa di Bali (Road to Bali), regia di Hal Walker (1952) (non accreditato)
- Il cantante matto (The Stooge), regia di Norman Taurog (1952)
- Morti di paura (Scared Stiff), regia di George Marshall (1953)
- Occhio alla palla (The Caddy), regia di Norman Taurog (1953)
- I figli del secolo (Money from Home), regia di George Marshall (1953)
- Più vivo che morto (Living It Up), regia di Norman Taurog (1954)
- Il circo a tre piste (3 Ring Circus), regia di Joseph Pevney (1954)
- Il nipote picchiatello (You're Never Too Young), regia di Norman Taurog (1955)
- Artisti e modelle (Artists and Models), regia di Frank Tashlin (1955)
- Mezzogiorno di... fifa (Pardners), regia di Norman Taurog (1956)
- Hollywood o morte! (Hollywood or Bust), regia di Frank Tashlin (1956)
- 10.000 camere da letto (Ten Thousands Bedrooms), regia di Richard Thorpe (1957)
- I giovani leoni (The Young Lions), regia di Edward Dmytryk (1958)
- Qualcuno verrà (Some Came Running), regia di Vincente Minnelli (1958)
- Un dollaro d'onore (Rio Bravo), regia di Howard Hawks (1959)
- Il prezzo del successo (Career), regia di Joseph Anthony (1959)
- Chi era quella signora? (Who Was That Lady?), regia di George Sidney (1960)
- Susanna agenzia squillo (Bells Are Ringing), regia di Vincente Minnelli (1960)
- Colpo grosso (Ocean's Eleven), regia di Lewis Milestone (1960)
- Una notte movimentata (All in a Night's Work), regia di Joseph Anthony (1961)
- Ada Dallas (Ada), regia di Daniel Mann (1961)
- Something's Got to Give, regia di George Cukor (1962) (incompiuto)
- Tre contro tutti (Sergeants Three), regia di John Sturges (1962)
- Astronauti per forza (The Road to Hong Kong), regia di Norman Panama (1962) (non accreditato)
- Come ingannare mio marito (Who's Got the Action?), regia di Daniel Mann (1962)
- Alle donne ci penso io (Come Blow Your Horn), regia di Bud Yorkin (1963) (non accreditato)
- La porta dei sogni (Toys in the Attic), regia di George Roy Hill (1963)
- I 4 del Texas (4 for Texas), regia di Robert Aldrich (1963)
- Le 5 mogli dello scapolo (Who's Been Sleeping in My Bed?), regia di Daniel Mann (1963)
- Canzoni nel mondo, regia di Vittorio Sala (1963)
- La signora e i suoi mariti (What a Way to Go!), regia di J. Lee Thompson (1964)
- I 4 di Chicago (Robin and the 7 Hoods), regia di Gordon Douglas (1964)
- Baciami, stupido (Kiss Me, Stupid), regia di Billy Wilder (1964)
- I 4 figli di Katie Elder (The Sons of Katie Elder), regia di Henry Hathaway (1965)
- Patto a tre (Marriage on the Rocks), regia di Jack Donohue (1965)
- Matt Helm il silenziatore (The Silencers), regia di Phil Karlson (1966)
- Texas oltre il fiume (Texas Across the River), regia di Michael Gordon (1966)
- Matt Helm... non perdona! (Murderers' Row), regia di Henry Levin (1966)
- Due stelle nella polvere (Rough Night in Jericho), regia di Arnold Laven (1967)
- L'imboscata (The Ambushers), regia di Henry Levin (1967)
- Come salvare un matrimonio e rovinare la propria vita (How to Save a Marriage and Ruin Your Life), regia di Fielder Cook (1968)
- Bandolero!, regia di Andrew V. McLaglen (1968)
- Poker di sangue (5 Card Stud), regia di Henry Hathaway (1968)
- Missione compiuta stop. Bacioni Matt Helm (The Wrecking Crew), regia di Phil Karlson (1969)
- Airport, regia di George Seaton (1970)
- Ti combino qualcosa di grosso (Something Big), regia di Andrew V.McLaglen (1971)
- A viso aperto (Showdown), regia di George Seaton (1973)
- Colpisci ancora Joe (Mr. Ricco), regia di Paul Bogart (1975)
- La corsa più pazza d'America (The Cannonball Run), regia di Hal Needham (1981)
- La corsa più pazza d'America n. 2 (Cannonball Run II), regia di Hal Needham (1984)

### Televisione
- The Colgate Comedy Hour – serie TV, 33 episodi (1950-1955)
- Gli uomini della prateria (Rawhide) – serie TV, episodio 7x06 (1964)
- Charlie's Angels – serie TV, episodi 3x01-3x02 (1978)
- Lobo – serie TV, episodio 1x02 (1979)
- Half Nelson – serie TV, 6 episodi (1985)

## Doppiatori italiani
- Gualtiero De Angelis in: La mia amica Irma, Irma va a Hollywood, Il sergente di legno, Quel fenomeno di mio figlio, Attente ai marinai!, Il caporale Sam, Il cantante matto, Morti di paura, Occhio alla palla, I figli del secolo, Più vivo che morto, Il circo a tre piste, Il nipote picchiatello, Artisti e modelle, Mezzogiorno... di fifa, Hollywood o morte!, I giovani leoni, Qualcuno verrà, Un dollaro d'onore, Il prezzo del successo, Susanna agenzia squillo, Colpo grosso, Una notte movimentata, Ada Dallas, Tre contro tutti, Astronauti per forza, Come ingannare mio marito, I 4 del Texas, Le cinque mogli dello scapolo, La signora e i suoi mariti, I 4 di Chicago, Texas oltre il fiume, Due stelle nella polvere
- Giuseppe Rinaldi in: Chi era quella signora?, Baciami stupido, Matt Helm il silenziatore, Matt Helm... non perdona, L'imboscata, Missione compiuta stop, bacioni Matt Helm
- Pino Locchi in: I 4 figli di Katie Elder, Airport, A viso aperto, Charlie's Angels
- Paolo Ferrari in: 10.000 camere da letto
- Renato Turi in: Patto a tre
- Luigi Vannucchi in: Bandolero!
- Luigi Pistilli in: La corsa più pazza d'America
- Marcello Tusco in: La corsa più pazza d'America n. 2

## Nella cultura di massa
- Il cantante italiano Fabio Concato nel 1977 ha cantato una canzone con tono sarcastico intitolata A Dean Martin in cui l'attore viene dipinto come un ottuso repubblicano. Il brano veniva utilizzato anche in uno spot pubblicitario di fine anni ottanta e nel 1992 nello spot della Peugeot 205.
- Elvis Presley fu un suo grande fan e una volta disse: «Io sarò anche "The King of Rock 'n' Roll", ma Dean Martin è e sarà sempre "The King of Cool"».
- La rivista Playboy lo ha eletto "L'uomo più cool mai vissuto sulla terra".
- Appare nel quinto episodio della dodicesima stagione de I Griffin, "viaggio in Italia".
- Martin appare come Matt Helm nel film di Quentin Tarantino C'era una volta a Hollywood del 2019. Sharon Tate (interpretata da Margot Robbie) va al cinema per vedere Missione compiuta stop. Bacioni Matt Helm.